# Poslingford
Poslingford – wieś w Anglii, w hrabstwie Suffolk. Leży 40 km na zachód od miasta Ipswich i 83 km na północny wschód od Londynu.